# Martello pneumatico

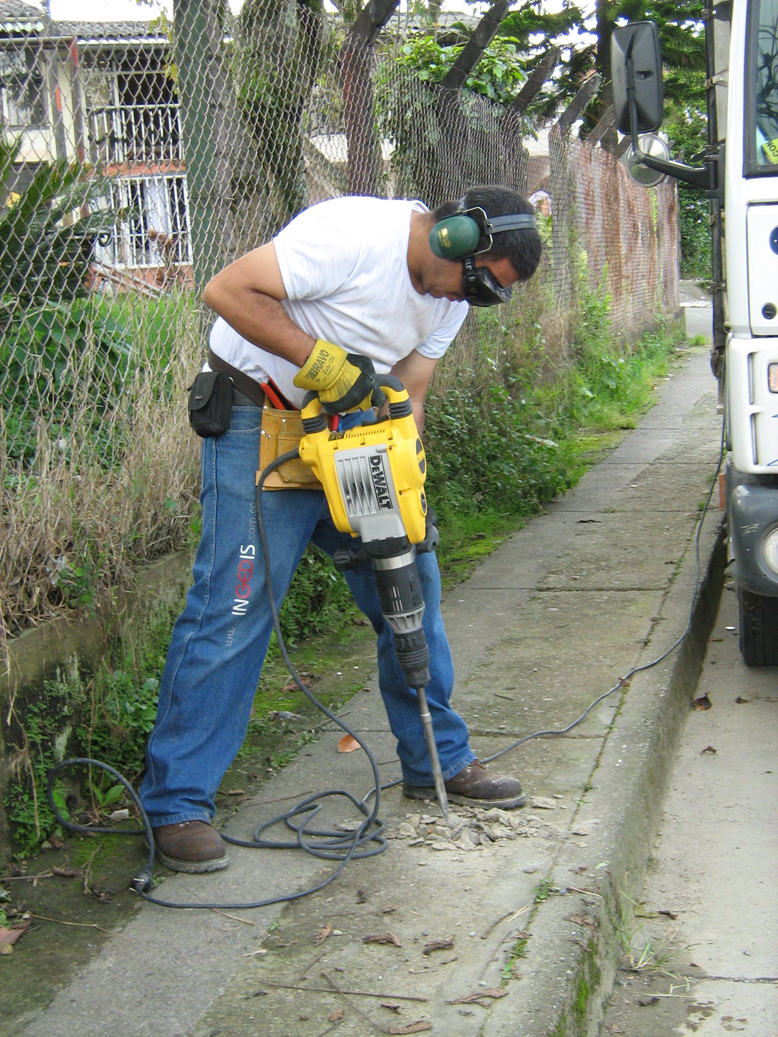
Lavori stradali svolti con un martello elettropneumatico

Con il termine martello pneumatico si fa riferimento a una macchina perforatrice a percussione.
Viene utilizzato tra l'altro per la frantumazione di rocce o per lavori di perforazione del manto stradale.

## Principio di funzionamento
Il martello pneumatico può essere azionato tramite aria compressa. Sono utilizzati in genere nell'ambito delle costruzioni edilizie, cave e lavori stradali.
L'azione del martello pneumatico può essere paragonata a quella di un martello e di uno scalpello:
- il martello è costituito da un elemento che viene sottoposto ad un moto periodico alternato da parte dell'aria compressa che viene inviata a pressione variabile nel tempo, determinando il suo spostamento in seguito alle forze di pressione agenti sulla superficie del martello;
- lo scalpello è costituito da un'asta metallica (utensile) a cui viene trasferito l'impulso dal martello e che ritorna nella sua posizione iniziale grazie a una molla.

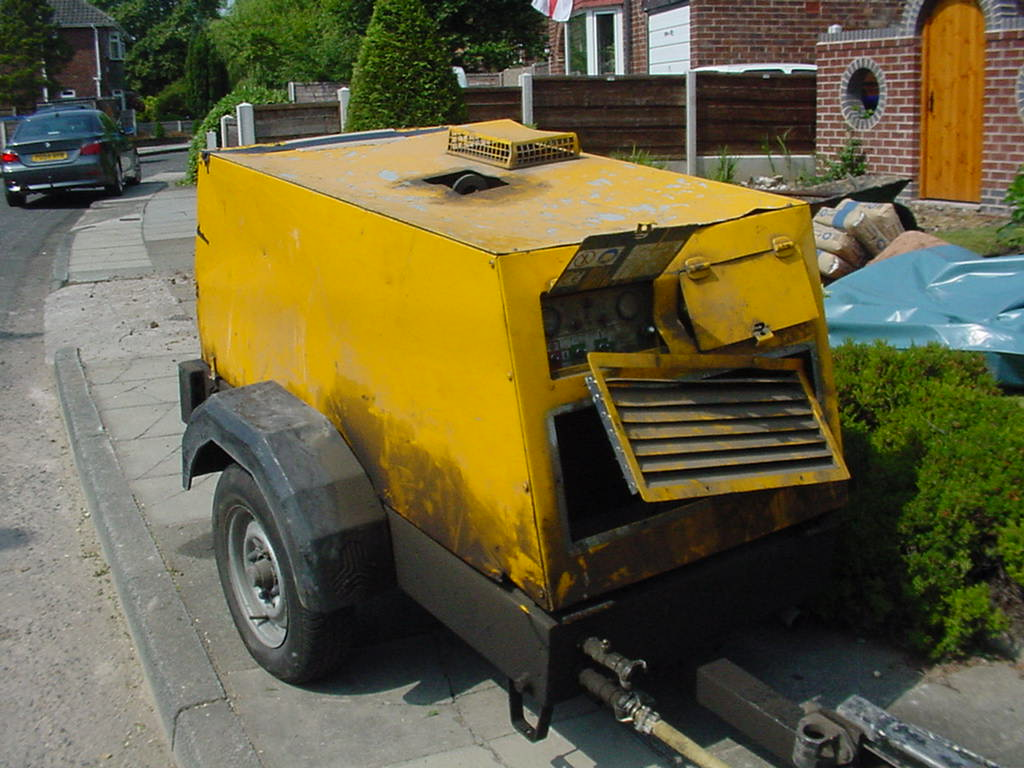
Un compressore stradale utilizzato per alimentare un martello pneumatico

L'aria compressa per azionare il martello pneumatico viene in genere fornita da un compressore portatile guidato da un motore diesel o benzina nel caso di martelli piccoli.
Il martello pneumatico ad aria compressa viene in genere utilizzato in verticale se si presenta a doppia impugnatura a T (due mani). Si presta ad operazioni di frantumazione di pareti verticali ove a volte viene sorretto in posizione orizzontale tramite una corda. Questo inconveniente non si presenta nel caso di martelli pneumatici montati su servo sostegno, sistema usatissimo in cava.
Esistono martelli pneumatici perforatori montati su slitte azionate idraulicamente per la foratura della roccia.

## Rischi per la salute

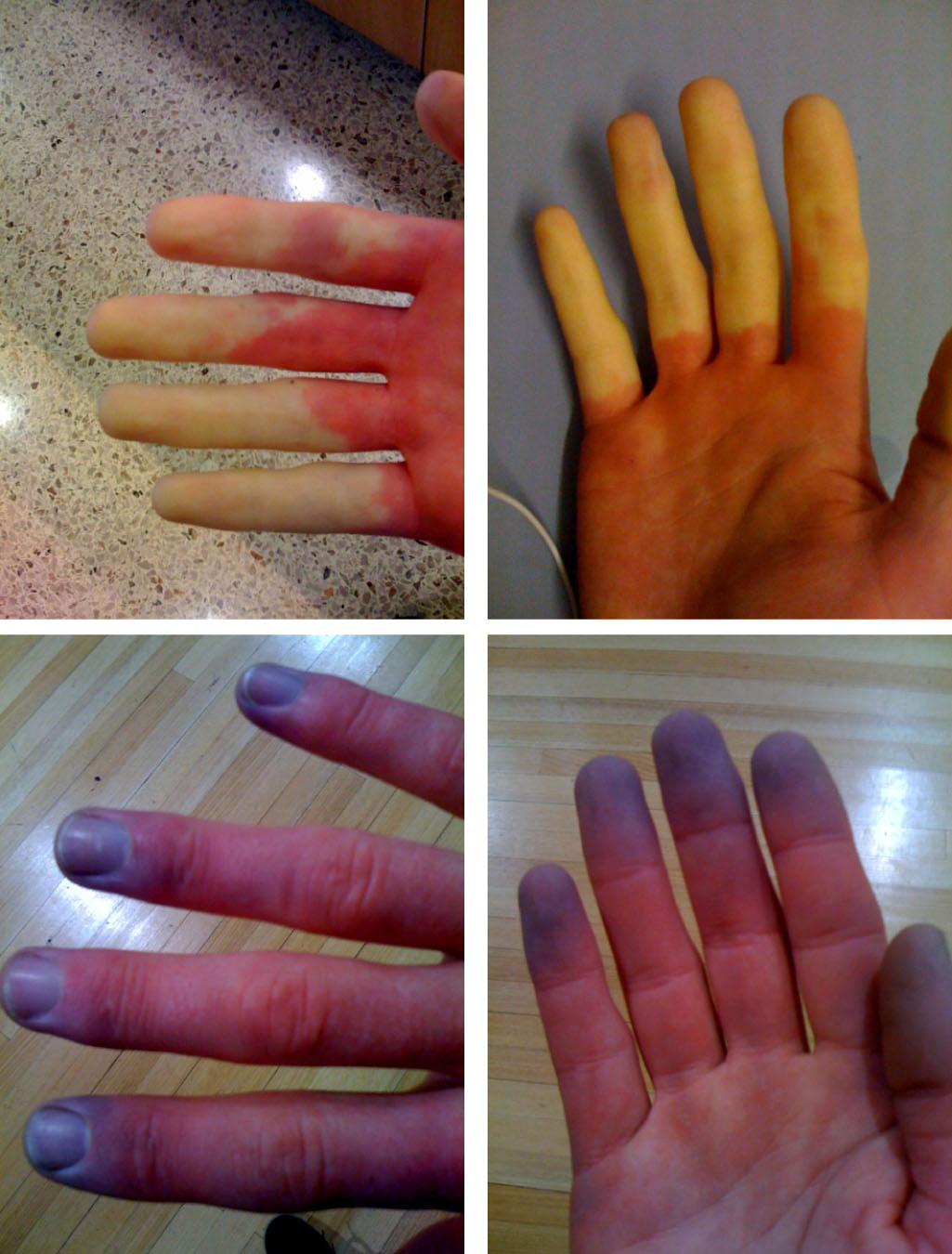
Effetti della sindrome di Raynaud

Il rumore prodotto dai martelli pneumatici è intorno ai 100 decibel alla distanza di 2 metri, per cui è necessario l'utilizzo di speciali cuffie protettive. Eventuali disturbi auricolari sono evidenziati dalla comparsa di acufeni.
Le ripetute vibrazioni a cui sono sottoposti gli operatori possono portare a forme tipiche delle sindrome di Raynaud (un particolare disturbo vascolare, per cui le dita appaiono di colore bianco o bluastro) o a sindrome del tunnel carpale.